# Henry Hazlitt

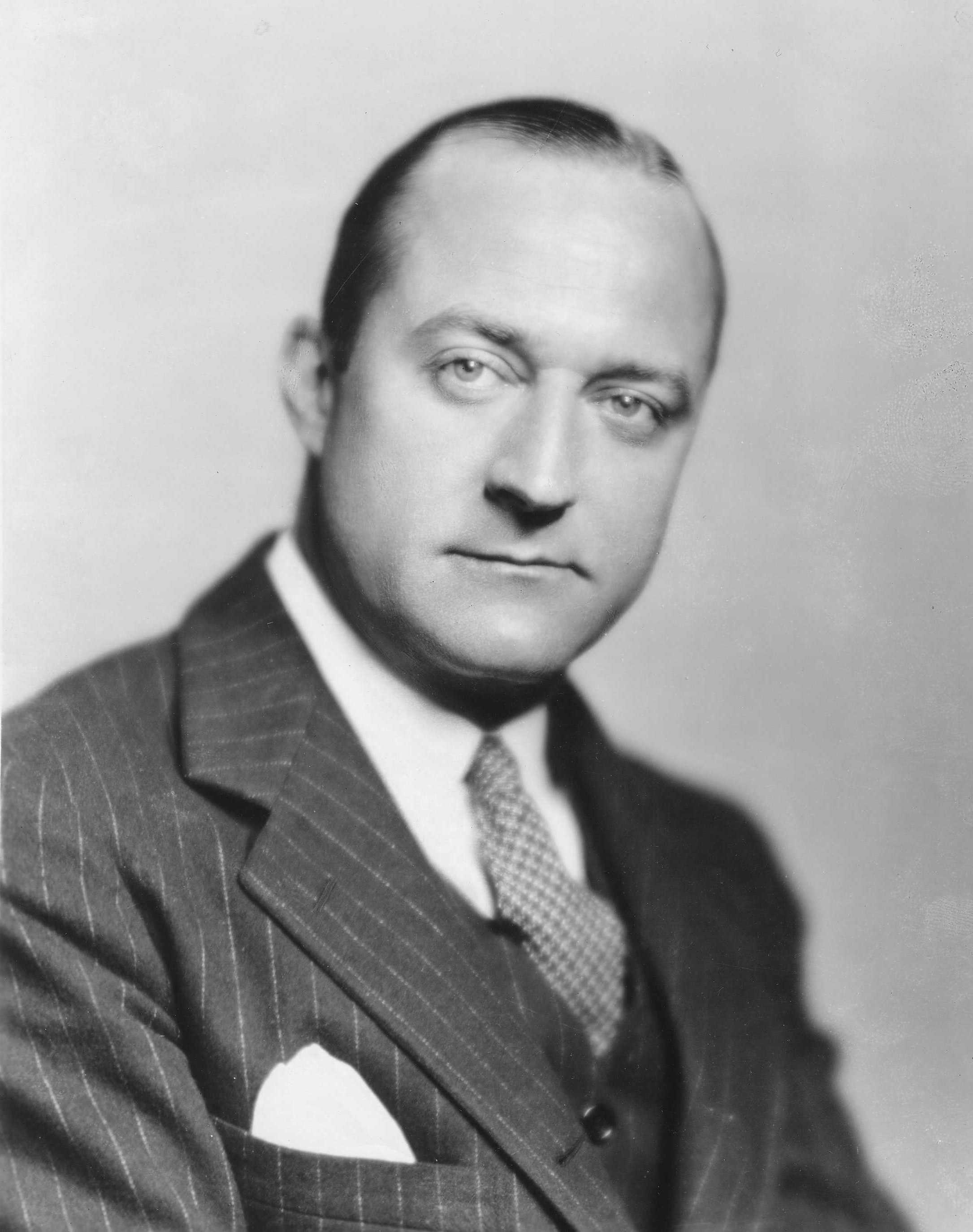
Henry Hazlitt

Henry Hazlitt (Philadelphia, 28 november 1894 – New York, 8 juli 1993) was een Amerikaans journalist. Hij werkte onder meer voor The New York Times, The Wall Street Journal en Newsweek.
Hazlitt is vooral bekend van zijn boek Economics in One Lesson maar schreef ook andere werken, onder meer op het gebied van de ethiek. Zijn boek The Failure of the New Economics is een uitgebreide kritiek van het werk The General Theory of Employment, Interest and Money van John Maynard Keynes.
Hazlitt was medeoprichter van de denktank Foundation for Economic Education en lange tijd als redacteur verbonden aan het tijdschrift The Freeman. Midden twintigste eeuw gold Hazlitt als een van de belangrijkste neoliberale activisten in de VS.

### Boeken
- Thinking as a Science, 1915
- The Way to Will Power, 1922
- A Practical Program for America, 1933
- The Anatomy of Criticism, 1933
- Instead of Dictatorship, 1933
- A New Constitution Now, 1942
- Freedom in America: The Freeman (met Virgil Jordan), 1945
- The Full Employment Bill: An Analysis, 1945
- Economics in One Lesson, 1946
- Will Dollars Save the World?, 1947
- The Illusions of Point Four, 1950
- The Great Idea, 1951
- The Free Man's Library, 1956
- The Failure of the 'New Economics': An Analysis of the Keynesian Fallacies, 1959
- The Critics of Keynesian Economics (redactie), 1960
- What You Should Know About Inflation, 1960
- The Foundations of Morality, 1964
- Man vs. The Welfare State, 1969
- The Conquest of Poverty, 1973
- To Stop Inflation, Return to Gold, 1974
- The Inflation Crisis and How to Resolve It, 1978
- From Bretton Woods to World Inflation, 1984
- The Wisdom of the Stoics: Selections from Seneca, Epictetus, and Marcus Aurelius, 1984
- The Wisdom of Henry Hazlitt, 1993